# رائحة الجسم

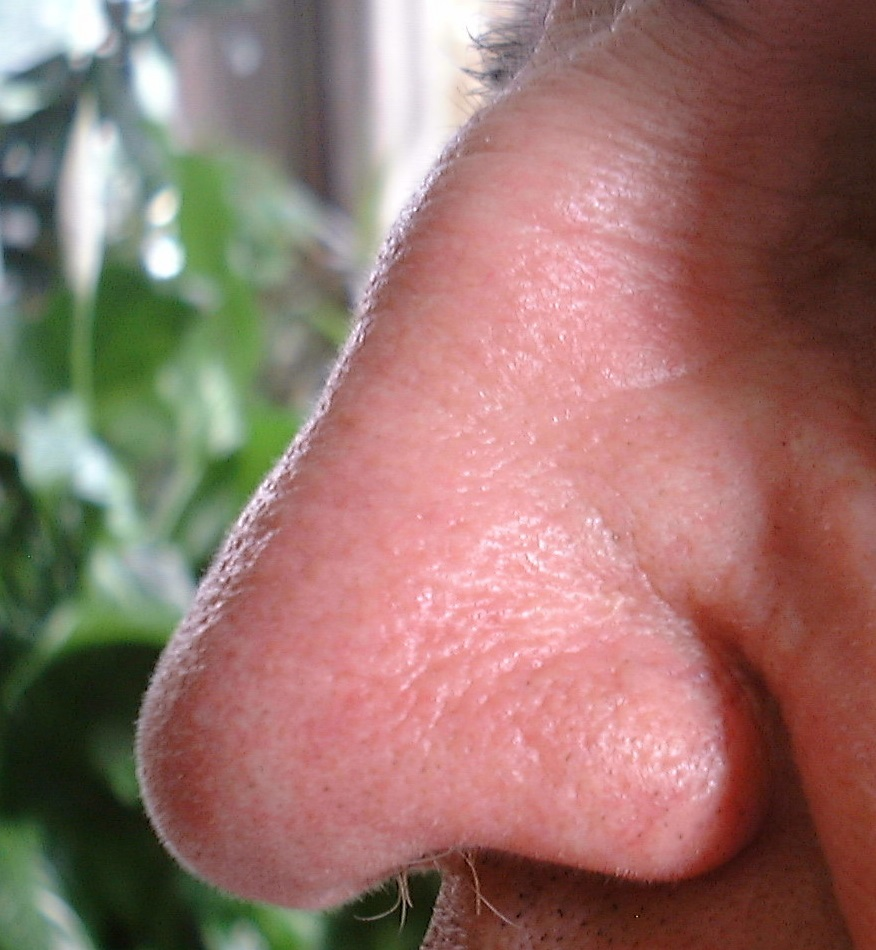

رائحة الجسم موجودة في كل من الحيوانات والبشر، ويمكن أن تتأثر كثافتها بسبب العديد من العوامل (الأنماط السلوكية، وطريقة الحياة). رائحة الجسم لها أساس وراثي قوي في كل من الحيوانات والبشر، ولكن يمكن أن تتأثر بشدة أيضاً بمختلف الأمراض والحالات النفسية.
على الرغم من أن رائحة الجسم لعبت دورًا مهمًا في البشرية المبكرة (وتواصل القيام بذلك في العديد من أشكال الحياة)، إلا أنها تعتبر عمومًا رائحة كريهة بين العديد من الثقافات البشرية.

## الأسباب
في البشر، تتأثر عملية تكوَن روائح الجسم بعدة عوامل مثل النظام الغذائي والنوع والصحة وتناول الأدوية من عدمه، لكن المساهمة الرئيسية تأتي من النشاط البكتيري على إفرازات الغدد الجلدية. لدى البشر ثلاثة أنواع من الغدد العرقية. الغدد العرقية المفرزة والغدد المفترزة العرقية والغدد الدهنية. توجد الغدد العرقية المفرزة منذ الولادة، بينما تنشط الإثنتان الأُخرتان خلال فترة البلوغ. من بين الأنواع المختلفة من الغدد الجلدية للإنسان، فإن رائحة الجسم ناتجة بشكل أساسي عن الغدد المفترزة العرقية، التي تفرز غالبية المركبات الكيميائية اللازمة لنبات الجلد لاستقلابها إلى مواد ذات رائحة. يحدث هذا غالبًا في منطقة الإبطين، على الرغم من إمكانية وجود الغدة أيضًا في الهالة، والمنطقة التناسلية، وحول السرة. في البشر، تبدو مناطق الإبط أكثر أهمية من منطقة الأعضاء التناسلية لرائحة الجسم التي قد تكون مرتبطة بسير الإنسان على القدمين. تحتوي منطقة الأعضاء التناسلية والإبط أيضًا على شعر نابض يساعد في نشر روائح الجسم.
تتكون رائحة الإبط البشرية بشكل أساسي من الأحماض الدهنية المتفرعة غير المشبعة أو الهيدروكسيلية مرتبطة مع حمض 3-ميثيل هيكسانويك، وحمض 3-ميثيل 3-هيدروكسي هيكسانويك، وألكانول شق كبريتيد الهيدروجين، واستيروايدات الأندروستينون ذات الرائحة، والأندروستينول. يرتبط ويتكون حمض 3-ميثيل هيكسانويك بواسطة غدتين مفترزتين والتي تقوم بإفراز بروتينات مرتبطة بالرائحة على سطح الجلد، هما ASOB1 وASOB2.
تتأثر رائحة الجسم بمطاعمة النبيت الجرثومي الجلدي، بما في ذلك أعضاء البكتيريا الوتدية، والتي تقوم بصنع إنزيمات تسمى الليباز، والتي تعمل على تكسير الدهون الداخلة في تكوين العرق بهدف تكوين جزيئات أصغر مثل: الحمض الزُبدِي. وعلى سبيل المثال، وجد أن أعداد أكبر من البكتيريا الوتدية الصائمية تتواجد بصورة أكبر تحت إبط الرجال بينما توجد أعداد أكبر من البكتيريا العنقودية الحالة للدم تحت إبط النساء، وهذا ما يتسبب في إطلاق تحت إبط الذكور رائحة نتنة تشبه رائحة الجبن، بينما تنبعث رائحة تشبه رائحة البصل أو الفواكه من تحت إبط الإناث. تُعرف المكورات العنقودية البشرية أيضًا بإنتاج مركبات كحولية تساهم في الروائح العرق هذه الجزيئات الأصغر تشم، وتعطي رائحة الجسم المميزة.وُجد حمض البروبيونيك (حمض البروبانويك) أثناء فحص العديد من عينات العرق. حيث ينتج حمض البروبانويك نتيجة لتحلل بعض الأحماض الأمينية بواسطة بكتيريا البروبيون (نوع من أنواع البكتيريا إيجابية الغرام)، التي تزدهر في قنوات الغدد الدهنية للمراهقين والبالغين. وقد يربط البعض رائحة الجسم برائحة الخل، وذلك نظرًا لأن تركيب حمض البروبيونيك يتشابه كيميائياً مع حمض الأسيتيك في بعض الخصائص المماثلة بما في ذلك الرائحة. ويعتبر المصدر الثاني لرائحة الجسم هو حمض الأيزوفالريك والذي يتكون نتيجة لنشاط البكتيريا العنقودية البشرية.

## الوظيفة

### الحيوانات
في كثير من الحيوانات، تلعب رائحة الجسم وظيفة مهمة للبقاء. يمكن أن تكون رائحة الجسم القوية إشارة تحذير للحيوانات المفترسة للابتعاد (مثل نتن النيص)، أو يمكن أن تكون أيضًا إشارة إلى أن الفريسة غير مستساغة. فعلى سبيل المثال، بعض أنواع الحيوانات، التي تتظاهر بالموت للبقاء على قيد الحياة (مثل الأبسوم)، في هذه الحالة تنتج رائحة جسم قوية لخداع حيوان مفترس بأن الفريسة قد ماتت من فترة طويلة وهي بالفعل في مرحلة متقدمة من التحلل. نادرًا ما تهاجم معظم الحيوانات المفترسة بعض الحيوانات ذات رائحة الجسم النفاذة، على الرغم من أنه لا يزال من الممكن قتلها وأكلها من قبل الطيور الجارحة التي تتحمل روائح اللحم النتن.
وتعتبر رائحة الجسم سمة مهمة في فسيولوجيا الحيوان. حيث تلعب دورًا مختلفًا في كل نوع من أنواع الحيوانات. على سبيل المثال، يعتبر غياب رائحة الجسم أمراً هاماً في بعض أنواع الحيوانات المفترسة التي تصطاد عن طريق المطاردة (مثل القطط الكبيرة والصغيرة)، حيث يقضون الكثير من الوقت والطاقة للحفاظ على أجسامهم خالية من الرائحة. أما بالنسبة للحيوانات المفترسة الأخرى، والتي تستخدم الجري خلف الفريسة الموجودة بصريًا كإستراتيجية صيد (مثل الكلاب، الذئاب)، فإن عدم وجود رائحة الجسم ليس أمرًا بالغ الأهمية. وفي معظم الحيوانات غالبا تشتد رائحة الجسم في لحظات التوتر والخطر.

### البشر
تصبح الغدد الدهنية والمفترزة نشطة عند البلوغ. وبالإضافة إلى قرب العديد من الغدد المفرزة من الأعضاء التناسلية، والذي بدوره يشير إلى دور مرتبط بالتزاوج. بالمقارنة مع الرئيسيات الأخرى، يمتلك البشر شعرًا إبطيًا واسعًا ولديهم العديد من مصادر إنتاج الرائحة، ولا سيما العديد من الغدد المفترزة. عند النساء، يكون الإحساس بالشم أقوى ما يكون في وقت الإباضة، وأقوى بشكل ملحوظ منه خلال المراحل الأخرى من الدورة الشهرية وأيضًا أقوى من الإحساس عند الذكور.
يمكن للبشر التعرف على الأقارب المرتبطين بالدم بواسطة حاسة الشم. فعلى سبيل المثال، يمكن للأم معرفة أبنائها البيولوجيين عن طريق الشم، ولكن لا تتمكن من تحديد أبنائها التي ربتهن بالرائحة. كما يتمكن الأطفال قبل الوصول لسن المراهقة من التعرف على أشقائهم البيولوجيين بواسطة الرائحة، ولكن لا يستطيعون تحديد الأشقاء من فرد أبوي واحد، وهذا ما قد يفسر تجنب زواج الأقارب وتأثير ويسترمارك (التطبع الجنسي المعاكس). ويمكن للرضع تمييز أمهاتهم بواسطة الرائحة، كما يستطيع كل من الأباء والأمهات، وأيضاً الأقارب الآخرين من تمييز الطفل بواسطة الرائحة.
وجد أن لدى البشر أعداد أقل من خلايا المستقبلات الشمية مقارنة بالكلاب وعدد أقل من جينات المستقبلات الشمية الوظيفية بالمقارنة مع بالفئران. وقد يكون ذلك سبباً جزئيًا إلى صغر حجم الخطم (الأنف) من أجل إدراك العمق بالإضافة إلى التغييرات الأخرى المتعلقة بالسير على القدمين. ومع ذلك، فقد قيل أن البشر تمتلك مناطق دماغية أكبر مرتبطة بالإدراك الشمي مقارنة بالفصائل الأخرى.
وقد أشارات بعض الدراسات أن البشر قد تستخدم الرائحة المرتبطة بجهاز المناعة أثناء البحث عن شريك.

## جينات
تتأثر رائحة الجسم بشكل كبير بجزيئات بروتين التوافق النسيجي MHC. حيث يتم تحديد مكونات البروتين بعوامل وراثية كما يلعب دوراً هاماً في مناعة الكائن الحي. ويحتوي العضو الميكعي في الأنف على مستقبلات أو خلايا حساسة لرائحة بروتين MHC بطريقة خاصة بالنمط الجيني.
وقد أظهرت بعض التجارب التي أقيمت على بعض الحيوانات وأيضاً بعض المتطوعين من البشر، أنه يتم النظر إلى الشركاء الذين من المحتمل أن يتم ارتباطهم جنسيا بصورة أكثر جاذبية، وذلك إذا كان تركيب بروتين MHC مختلف جوهرياً عن تركيب البروتين لديهم. وقد وجد أن الأزواج لديهم تكوين مختلف من بروتين بشكل أكبر من أن يكون محض صدفة. وهذا السلوك يعمل على تحسين وتنوع آليات الجهاز المناعي لكل من الفرد والمجتمع، وذلك ما يجعل النسل الجديد أكثر مناعة وتكيفا ضد الأمراض الجديدة، وأيضا قد يكون هذا سبباً آخر لمنع زواج الأقارب.
يحدد جين ABCC11 رائحة الجسم تحت الإبطية وأيضا نوع شمع الأذن المتكون.وتتوقف وظيفية هذا الجين بسبب تعدد أشكال أحادي-النوكليوتيدات 538G، والذي يؤدي إلى فقدان رائحة الجسم وبالأخص لدى الأشخاص الذين يكونون لديهم اقترانية تزاوجية أو (هوموزيغوس). حيث يؤثر كبداية على الغدد العرقية المفرزة عن طريق تقليل إفراز جزيئات المركبات المكونة للرائحة والمركبات الطليعية. كما يؤدي غياب وظيفة جين ABCC11 إلى انخفاض في مركبات الرائحة 3M2H وHMHA و3M3SH وذلك عن طريق تخفيض إفراز طلائع الأحماض الأمينية المترابطة بشدة، وأيضا نقص كلا من الأندروستينون والأندروستينول المنشطين لرائحة الجسم، ومن الممكن أن يرجع ذلك إلى انخفاض مستويات وإفراز DHEAS وDHEA (وربما ركائز بكتيرية للستيرويدات ذات الرائحة). وثانياً، يرتبط الجين ببعض الغدد العرقية المفرزة الصغيرة أو الضامرة، وبعض البروتينات ذات التركيز المنخفض في العرق تحت الإبطين (مثل USB2).

## تقليل الرائحة
يمكن تقليل رائحة الجسم أو منعها أو حتى تفاقمها باستخدام مزيلات ومضادات التعرق والمطهرات وبطانات الإبط ومضاد الفطريات تريكلوسان والصابون أو باستخدام الرغوة الخاصة التي تحتوي على مستخلصات نباتية مطهرة مثل نبات الريب وعرق السوس ومراهم وبخاخات الكلوروفيلين الموضعية ومكملات الكلوروفيلين الداخلية، كما يمكن للاستحمام المنظم بشكل يومي واستخدام الصابون المضاد للبكتيريا التقليل من نموها على البشرة، ويساعد التخلص من الشعر الزائد في بعض الأماكن على الحد من رائحة العرق، حيث أن وجود الشعر يؤدي إلى الاحتفاظ بالعرق وجعلها بيئة مناسبة لتكاثر البكتيريا. وعلي الرغم من أن السبب إلى الرئيسي لرائحة الجسم مرتبط ارتباطاً وثيقاً بالنظافة الشخصية، إلا أن بعض العوامل مثل النظام الغذائي من الممكن أن تؤثر على الرائحة.

### في المجال الصناعي
قُدر السوق العالمي لمزيلات العرق بنحو 13.00 مليار دولار أمريكي بمعدل نمو سنوي مركب بلغ 5.62% بين عامي 2015 و2020. وبحسب دراسة أقيمت في 2014، أن ما يصل إلى 90% من الأمريكيين و92% من المراهقين يستخدمون مضادات ومزيلات العرق.

## حالات طبية
إذا كانت رائحة العرق الذي يفرزه الجسم كريهة جدا رغم اتباع جميع قواعد النظافة، فإن ذلك قد يشير إلى وجود أمراض مختلفة في الجسم.
مثل:
1. إذا انبعثت رائحة الأسيتون من رائحة العرق فقد يشير ذلك إلى زيادة نسبة السكر في الدم الناتجة بدورها عن نقص الإنسولين، مما يفاقم نسبة الجلوكوز بشكل كبير.
2. إذا كانت رائحة العرق تشبه رائحة الأمونيا، فذلك يشير إلى وجود مشاكل في الكبد والكلى، ويرجع إلى حقيقة أن المواد التي وقع هضمها بشكل سيء تدخل مجرى الدم، ثم يطرحها الجسم مع العرق. إلى جانب ذلك، يمكن أن تظهر رائحة الأمونيا بسبب اعتلال الخشاء أو الإصابة بالسل أو الاضطرابات في عمل الغدة الدرقية.
3. إذا كانت رائحة العرق تشبه رائحة كبريتيد الهيدروجين، فإن ذلك يشير إلى وجود مشاكل في الجهاز الهضمي.
4. إذا كانت رائحة العرق تشبه رائحة العسل، فذلك يعزى إلى التهاب المثانة.
5. تشير رائحة العرق التي تشبه رائحة الخل إلى نقص فيتامينات بي ودي بالجسم. كما أن انبعاث رائحة كريهة من الجسم دليل على وجود مشاكل في الرئتين والكلى وأمراض اللثة والتهابات الحلق والجهاز الهضمي.

### رائحة البول
إذا كانت رائحة البول تشبه رائحة السمك، فذلك ينذر بالإصابة بمرض منقول جنسيا. أما إذا كانت رائحة البول تشبه رائحة الحوامض، فمن غير المستبعد أن يكون ذلك ناتجا عن التهاب المعدة. ومن الضروري الانتباه ليس إلى رائحة البول فقط، بل إلى لونه أيضا. إذا كان لون البول قاتما فإن ذلك يشير إلى جفاف الجسم، مما يتطلب شرب كميات كبيرة من الماء. أما إذا كان البول بني اللون فإن ذلك يشير إلى إصابة الكبد بمرض خطير.
وبشكل عام، إذا لاحظت تغير لون البول بشكل كبير دون سبب واضح، فإن عليك استشارة الطبيب على وجه السرعة وإجراء الفحوصات اللازمة.